# Pau Llull ‘Pablito’

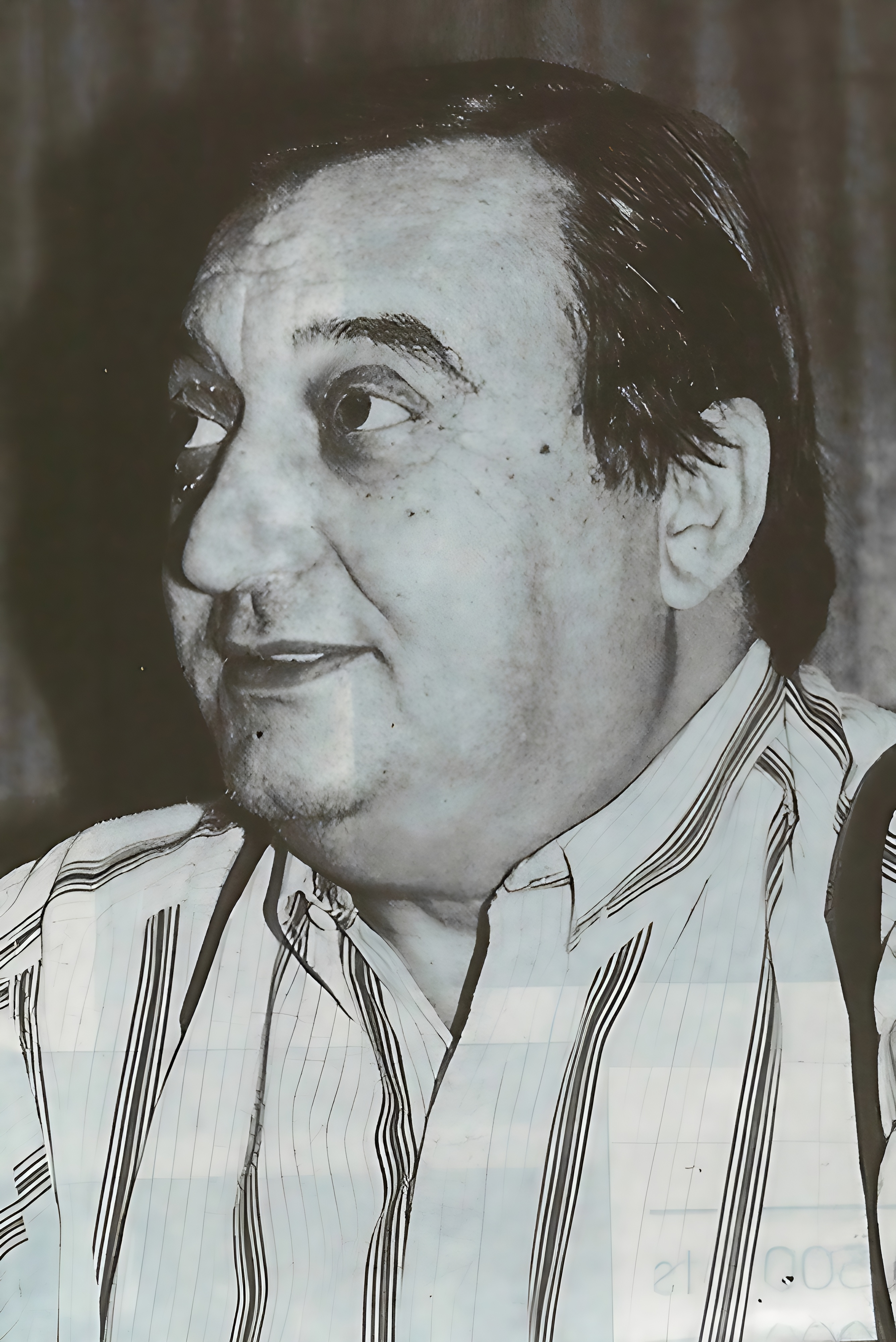
Imatge de Pau Llull

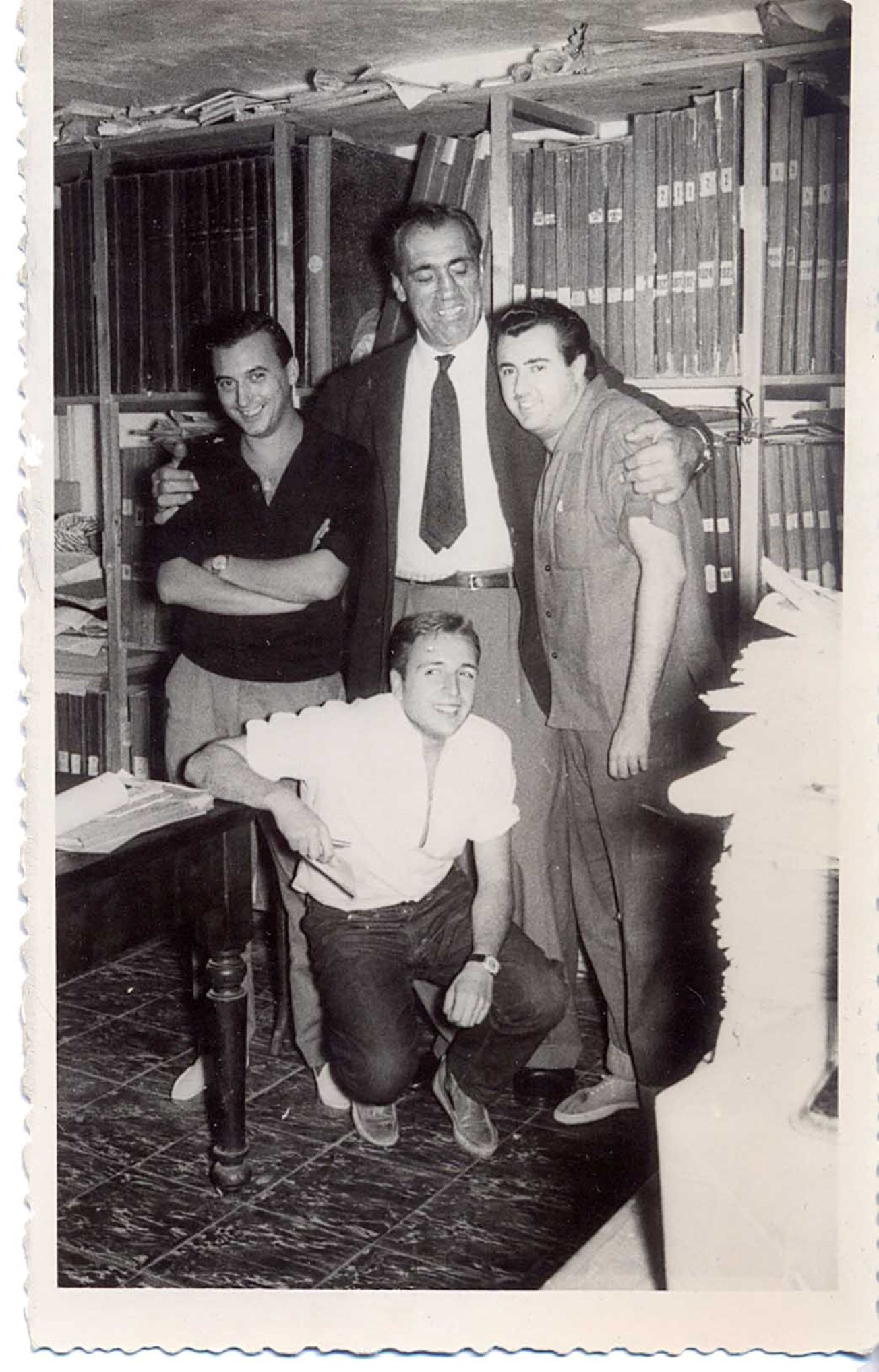
Pau Llull, el boxejador Primo Carnera, Josep Tous Barberán i Miguel Soler

Pau Llull ‘Pablito' (Sant Llorenç des Cardassar, 1933 – Palma 1990) va ser un conegut periodista mallorquí que treballà en els diaris Ultima Hora i Baleares, del qual en va ser director, i espòs de la cèlebre actriu i cantant Margalida Llobera ‘Margaluz'.
Estudià al col·legi La Salle, i als 13 anys inicià les col·laboracions a les revistes Vínculo i Cort, on desenvolupà el seu interès pel periodisme. Fins al 19 anys visqué a Alger i a París, moment en què es presentà al diari Ultima Hora i afirmà que hi volia treballar. Es guanyà el diminutiu de ‘Pablito' per la seva joventut i extraordinari talent. Va fer reportatges a peu de carrer i cròniques del Reial Mallorca polèmiques i molt comentades. Es va fer amic inseparable de Josep Tous Barberán, director i propietari del diari, però acabaren per distanciar-se de manera traumàtica el 1967. Aleshores ‘Pablito' ingressà en la plantilla del diari Baleares que dirigia Francisco Javier Jiménez. Amb el també periodista Antoni Pizà formà l'equip de reporters més famós i llegit del periodisme balear de l'època.
Va ser director del diari Baleares entre 1982 i 1983, en els convulsos moments de la Transició. Va ser cessat pel Govern de Felipe González sense explicació alguna. Quan el Grup Serra adquirí el diari Baleares a l'Estat, Pau Llull hi continuà com a col·laborador. Signà la columna ‘Tertulia en la Plaza Mayor', que era el títol d'una secció diària que havia popularitzat abans el també periodista Gabriel Fuster Mayans ‘Gafim'. També dirigí la revista setmanal Brisas que s'entregava en aquells moments els diumenges amb els diaris Ultima Hora i Baleares.
Va escriure i estrenar l'obra teatral Futbol i el llibre Baleares. Tipos e imágenes (1989) amb il·lustracions d'Enrique Broglia.
Fou Premi Ciutat de Palma Miquel dels Sants Oliver de Periodisme (1968).